# Michael Macrone

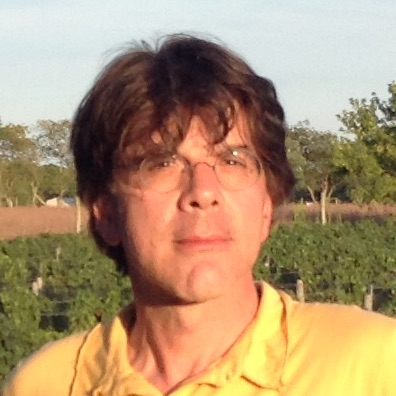

Michael Macrone é um escritor profissional, autor de diversos livros populares sobre idéias e curiosidades. É graduado em matemática, semiótica e literatura inglesa pela Brown University e University of California. É o autor de Eureka: um livro sobre idéias e Isso é grego para mim!, dentre outros.